# Сант Балджит Сінгх
Сант Балджит Сінгх (нар.27 жовтня 1962) — сучасний духовний Майстер лінії Святих Сант Мат. Він був посвячений Майстром Сант Такаром Сінгхом у 1998 році. З 6 лютого 2005 року Сант Балджит Сінгх почав працювати як духовний Майстер. Його вчення включає в себе езотеричну практику слухання Звукового Потоку, Шабду, Нааму або Слова — проявлення Бога і направлено на самопізнання і пізнання Бога.
6 лютого 2005 року в Пімпельнері, Індія, Сант Такар Сінгх перед 1,5 мільйонною аудиторією учнів представив Сант Балджита Сінгха як свого єдиного наступника. Цей виступ був записаний на відео.

## Цитата
«Зробіть крок у безмежний Всесвіт і почніть нове життя! Втратьте себе в любові до Бога й залишайтеся поглиненими Його чарівністю. Існує лише одна мета у житті. Якщо ви одного разу занурилися у Його любов, то у вас ніколи не виникне причини залишити Його лоно. Істина знаходиться всередині, вона не назовні» — Сант Балджит Сінгх.